# EuroHockey Club Champions Cup 1981 (Herren, Feld)
Der achte offizielle von der European Hockey Federation ausgetragene EuroHockey Club Champions Cup der Herren im Hockey fand Pfingsten 1981 in der belgischen Hauptstadt Brüssel statt. In der A-Division nahmen acht Clubs aus acht Ländern teil. Europapokalsieger wurde der niederländische Meister HC Klein Zwitserland, der sich im Endspiel gegen den Vertreter der Sowjetunion SKA Sverdlovsk klar 4:0 durchsetzte. 
Die Länder der sechs bestplatzierten Clubs qualifizierten sich für den EuroHockey Club Champions Cup 1982. Die beiden letztplatzierten Nationen spielten ein Jahr später in der B-Division.

## A-Division

### Vorrunde
Gruppe A
TG Frankenthal - SKA Sverdlovsk 2:2
Slough HC - FC Lyon 6:2
SKA Sverdlovsk - Slough HC 2:0
FC Lyon - TG Frankenthal 2:1
TG Frankenthal - Slough HC 1:1
SKA Sverdlovsk - FC Lyon 3:1
| Pos. | Verein         | Tore | Punkte |
| ---- | -------------- | ---- | ------ |
| 1.   | SKA Sverdlovsk | 7:3  | 5:1    |
| 2.   | Slough HC      | 7:5  | 3:3    |
| 3.   | TG Frankenthal | 4:5  | 2:4    |
| 4.   | FC Lyon        | 2:10 | 2:4    |

Gruppe B
Club de Polo Barcelona - Uccle Sport 3:1
HC Klein Zwitserland - Edinburgh HC 4:1
HC Klein Zwitserland - Club de Polo Barcelona 1:1
Uccle Sport - Edinburgh HC 2:0
Club de Polo Barcelona - Edinburgh HC 5:1
Uccle Sport - HC Klein Zwitserland 0:4
| Pos. | Verein                 | Tore | Punkte |
| ---- | ---------------------- | ---- | ------ |
| 1.   | HC Klein Zwitserland   | 9:2  | 5:1    |
| 2.   | Club de Polo Barcelona | 9:3  | 3:1    |
| 3.   | Royal Uccle Sport      | 3:7  | 2:4    |
| 4.   | Edinburgh HC           | 2:11 | 0:6    |

### Platzierungsspiele
Spiel um Platz 7
Edinburgh HC - FC Lyon 3:2
Spiel um Platz 5
TG Frankenthal - Uccle Sport 0:0 (8:7 n.7m)
Spiel um Platz 3
Real Club de Polo de Barcelona - Slough HC 5:2
Finale
HC Klein Zwitserland - SKA Sverdlovsk 4:0

Abstieg für Schottland und Frankreich in die Division B.

## B-Division
Austragungsort:Rom im Mai 1981

### Vorrunde
Gruppe A
- Cookstown HC - HC Olten 2:0
- Rock Gunners - Warta Posen 1:1
- Warta Posen - Cookstown HC 1:1
- HC Olten - Rock Gunners 1:2
- Warta Posen - HC Olten 7:0
- Cookstown HC - Rock Gunners 2:1

| Pos. | Verein       | Tore | Punkte |
| ---- | ------------ | ---- | ------ |
| 1.   | Cookstown HC | 5:2  | 5:1    |
| 2.   | Warta Posen  | 9:2  | 4:2    |
| 3.   | Rock Gunners | 4:4  | 3:3    |
| 4.   | HC Olten     | 1:11 | 0:6    |

 Gruppe B 
- SV Arminen - Whitchurch HC 2:2
- HC Eur Rom - Jedinstvo 3:1
- Jedinstvo - Whitchurch HC 2:1
- HC Eur Rom - SV Arminen 1:1
- Jedinstvo - SV Arminen 2:2
- Whitchurch HC - HC Eur Rom 0:5

| Pos. | Verein        | Tore | Punkte |
| ---- | ------------- | ---- | ------ |
| 1.   | HC Eur Algida | 9:2  | 5:1    |
| 2.   | SV Arminen    | 5:5  | 3:3    |
| 3.   | HK Jedinstvo  | 4:6  | 3:3    |
| 4.   | Whitchurch HC | 3:9  | 1:5    |

### Platzierungsspiele
Spiel um Platz 7
Whitchurch HC - HC Olten 3:2
Spiel um Platz 5
HK Jedinstvo - Rock Gunners 3:2
Spiel um Platz 3
SV Arminen Wien - Warta Posen 2:1
Finale
Cookstown HC - HC Eur Rom 1:1 (5:2 n.7m)

Endplatzierungen
1.  Cookstown Hockey Club (Aufstieg für Irland in die A-Division)
2.  HC EUR Algida (Aufstieg für Italien in die A-Division)
3.  SV Arminen Wien
4.  Warta Posen
5.  Jedinstvo
6.  Rock Gunners
7.  Whitchurch
8.  Olten

## Quelle
- Deutsche Hockeyzeitung 11. Juni 1981
- www.eurohockey.org (PDF)